# مورگان اشنایدرلین
مورگان اشنایدرلین (انگلیسی: Morgan Schneiderlin؛ زادهٔ ۸ نوامبر ۱۹۸۹) یک بازیکن فوتبال اهل فرانسه است.